# Maurs
Maurs je naselje in občina v osrednjem francoskem departmaju Cantal regije Auvergne-Rona-Alpe. Leta 1999 je naselje imelo 2253 prebivalcev.

## Geografija
Kraj se nahaja v pokrajini Auvergne ob reki Rance, 40 km jugozahodno od Aurillaca.

## Uprava
Maurs je sedež istoimenskega kantona, v katerega so poleg njegove vključene še občine Boisset, Fournoulès, Leynhac, Montmurat, Mourjou, Quézac, Rouziers, Saint-Antoine, Saint-Constant, Saint-Étienne-de-Maurs, Saint-Julien-de-Toursac, Saint-Santin-de-Maurs in Le Trioulou s 6.159 prebivalci.
Kanton Maurs je sestavni del okrožja Aurillac.

## Zgodovina
Naselbina se prvikrat omenja leta 941.

## Zanimivosti
- cerkev Église Saint Sulpice;

## Pobratena mesta
- Los Arcos (Navarra, Španija);